# Едґар Вайт
Едґар Вайт (англ. Edgar White, 17 листопада 1929 — 7 січня 2014) — американський яхтсмен.
Олімпійський чемпіон 1952 року в класі 5,5 метра.